# Erythrus palliatus
Erythrus palliatus là một loài bọ cánh cứng trong họ Cerambycidae.